# Wahlkreis Hamburg-Mitte (Hamburgische Bürgerschaft)
Der Wahlkreis 1 Hamburg-Mitte ist ein Wahlkreis zur Wahl der Hamburgischen Bürgerschaft und war 2008 und 2011 ein Wahlkreis zur Wahl der Bezirksversammlung im Bezirk Hamburg-Mitte. Er ist nach dem Hamburger Wahlrecht ein Mehrmandatswahlkreis, in dem fünf Bürgerschaftsabgeordnete in Direktwahl oder nach Wahlkreislisten gewählt werden.
Der Wahlkreis umfasst die Stadtteile Hamburg-Altstadt, HafenCity, Neustadt, St. Pauli, St. Georg, Hammerbrook, Borgfelde, Hamm, Horn und die in der Deutschen Bucht gelegene Insel Neuwerk. Er liegt im Zentrum Hamburgs und erstreckt sich von dort nach Osten. Benachbarte Wahlkreise sind Rotherbaum – Harvestehude – Eimsbüttel-Ost, Barmbek – Uhlenhorst – Dulsberg und Wandsbek im Norden, Billstedt – Wilhelmsburg – Finkenwerder im Süden und Osten, sowie Altona im Westen.

## Strukturdaten
Im Wahlkreis leben gut 131.000 Menschen, davon sind etwa 91.700 wahlberechtigt. Die Wahlbeteiligung lag bei den vergangenen Bürgerschaftswahlen 2015 mit 49,8 Prozent unter der Gesamtbeteiligung in Hamburg mit 56,5 Prozent. Der Wahlkreis hatte nach Billstedt – Wilhelmsburg – Finkenwerder und Harburg die drittniedrigste Wahlbeteiligung.
Die Bevölkerungsdichte im Wahlkreis beträgt 4254 Einwohner/km² und liegt damit über dem Hamburger Durchschnitt von 2294 Einwohner/km². Die unter 18-Jährigen bilden einen Anteil von 11,6 Prozent an der Gesamtbevölkerung (Hamburg 15,7 Prozent), die über 65-Jährigen 14,9 Prozent (18,8 Prozent). Der Ausländeranteil bewegt sich mit 25,7 Prozent deutlich über dem Durchschnitt von 14,8 Prozent. Der Anteil ausländischer Schüler beträgt 27,7 Prozent gegenüber 15,6 Prozent in ganz Hamburg.
In der Sozialstruktur zeichnet sich der Wahlkreis durch einen überdurchschnittlichen Anteil von Leistungsempfängern nach dem Zweiten Buch Sozialgesetzbuch (Arbeitslosengeld II, sogenanntes Hartz IV), eine höhere Arbeitslosenquote und einen etwas niedrigeren Anteil von Sozialwohnungen aus. 12,2 Prozent aller Wohnungen sind Sozialwohnungen (Hamburg 13,2 Prozent). Jedem Einwohner steht eine Wohnfläche von 31,9 Quadratmetern zur Verfügung (Hamburg 36,5 Quadratmeter), die Wohnungen sind durchschnittlich 60 Quadratmeter groß (71,8 Quadratmeter). Der Anteil der sozialversicherungspflichtig Beschäftigten lag im Jahre 2006 mit 43 Prozent unter dem Hamburger Durchschnitt von 47,3 Prozent. Die Arbeitslosenquote betrug im September desselben Jahres 9,3 Prozent und lag damit über der Quote von 7,8 Prozent in ganz Hamburg. Ein großer Teil der Arbeitslosen erhält Leistungen nach dem Sozialgesetzbuch II (Hartz IV), im Juni 2006 waren es im Gebiet des Wahlkreises 7,1 Prozent der Bevölkerung, in Hamburg durchschnittlich 5,7 Prozent. Von der Gesamtbevölkerung des Wahlkreises erhielt im September 2006 gut jeder Sechste Hartz-IV-Leistungen (15,4 Prozent) gegenüber im Durchschnitt 11,9 Prozent in Hamburg.
Der Wahlkreis Hamburg-Mitte hat mit großem Abstand die höchste Kriminalitätsrate aller Wahlkreise. Die Zahl der gesamten Straftaten je 1000 Einwohner beträgt 404 (Hamburg 137 je 1000 Einwohner), die Zahl der Gewaltdelikte 19 (Hamburg fünf) und die Zahl der Diebstähle 170 je 1000 Einwohner (Hamburg 63).

## Wahlen

### Bürgerschaftswahl 2025
Zur Bürgerschaftswahl traten im Wahlkreis Hamburg-Mitte folgende Parteien, Wählergruppen und Einzelkandidaten mit Wahlkreisbewerbern an (Reihenfolge wie auf dem Stimmzettel):
- SPD (10 Kandidaten)
- CDU (10 Kandidaten)
- FDP (8 Kandidaten)
- Volt (5 Kandidaten)
- DieWahl - WFG (10 Kandidaten)
- Die Linke (4 Kandidaten)
- Grüne (2 Kandidaten)
- AfD (2 Kandidaten)

95.670 Personen waren wahlberechtigt. Jeder Wähler hatte fünf Stimmen für die Landesliste und fünf Stimmen für die Wahlkreislisten. Diese fünf Stimmen konnten beliebig auf die Kandidaten (Wahlkreis und Landesliste) und Gesamtlisten (nur Landeslisten) der Parteien verteilt werden. Die Wahlbeteiligung betrug 64,3 Prozent. 0,7 Prozent der abgegebenen Stimmzettel für die Landesliste sowie 1,3 Prozent der Stimmzettel für die Wahlkreislisten waren ungültig. Für die Landeslisten wurden 303.135 gültige Stimmen abgegeben, für die Wahlkreislisten insgesamt 300.618.
Gewählte Abgeordnete:
- Hansjörg Schmidt (SPD)
- Julia Barth-Dworzyński (SPD)
- Stefanie Blaschka (CDU)
- David Stoop (Linke)
- Lena Zagst (Grüne)

| Partei        | Landesliste Parteistimmen in Prozent | Wahlkreisliste in Prozent | Landesliste Parteistimmen | Landesliste Listenstimmen | Landesliste Persönlichkeitsstimmen | Wahlkreisliste |
| ------------- | ------------------------------------ | ------------------------- | ------------------------- | ------------------------- | ---------------------------------- | -------------- |
| SPD           | 29,3                                 | 26,3                      | 88.801                    | 29.785                    | 58.256                             | 79.033         |
| CDU           | 12,5                                 | 13,8                      | 37.899                    | 18.851                    | 18.713                             | 41.499         |
| FDP           | 2,2                                  | 2,8                       | 6.612                     | 3.111                     | 3.441                              | 8.478          |
| Volt          | 4,0                                  | 5,4                       | 12.069                    | 7.432                     | 4.577                              | 16.107         |
| DieWahl - WFG | 0,4                                  | 1,2                       | 1.129                     | 276                       | 828                                | 3.726          |
| Die Linke     | 19,0                                 | 22,3                      | 57.703                    | 34.496                    | 22.797                             | 67.030         |
| GRÜNE         | 21,4                                 | 21,3                      | 64.973                    | 36.848                    | 27.755                             | 63.967         |
| AfD           | 6,7                                  | 6,9                       | 20.312                    | 11.829                    | 8.238                              | 20.778         |

Auf die Landeslisten der Parteien ohne eigene Wahlkreislisten entfielen 4,5 Prozent der abgegebenen gültigen Stimmen.

### Bürgerschaftswahl 2020
Zur Bürgerschaftswahl 2020 traten im Wahlkreis Hamburg-Mitte folgende Parteien Wählergruppen und Einzelkandidaten mit Wahlkreisbewerbern an (Reihenfolge wie auf dem Stimmzettel):
- SPD (10 Kandidaten)
- CDU (8 Kandidaten)
- Die Linke (6 Kandidaten)
- FDP (3 Kandidaten)
- Grüne (2 Kandidaten)
- AfD (2 Kandidaten)
- Piraten (1 Kandidaten)

91.696 Personen waren wahlberechtigt. Jeder Wähler hatte fünf Stimmen für die Landesliste und fünf Stimmen für die Wahlkreislisten. Diese fünf Stimmen konnten beliebig auf die Kandidaten (Wahlkreis und Landesliste) und Gesamtlisten (nur Landeslisten) der Parteien verteilt werden. Die Wahlbeteiligung betrug 59,0 Prozent. Für die Wahlkreislisten waren insgesamt 270.825 abgegeben.
Gewählte Abgeordnete:
- Hansjörg Schmidt (SPD)
- Arne Platzbecker (SPD)
- Heike Sudmann (Linke)
- Farid Müller (Grüne)
- Lena Zagst (Grüne)

### Bürgerschaftswahl 2015
Zur Bürgerschaftswahl 2015  traten im Wahlkreis Hamburg-Mitte folgende Parteien Wählergruppen und Einzelkandidaten mit Wahlkreisbewerbern an (Reihenfolge wie auf dem Stimmzettel):
- SPD (10 Kandidaten)
- CDU (10 Kandidaten)
- Die Linke (8 Kandidaten)
- FDP (5 Kandidaten)
- AfD (5 Kandidaten)
- Grüne (4 Kandidaten)
- Piraten (4 Kandidaten)

91.696 Personen waren wahlberechtigt. Jeder Wähler hatte fünf Stimmen für die Landesliste und fünf Stimmen für die Wahlkreislisten. Diese fünf Stimmen konnten beliebig auf die Kandidaten (Wahlkreis und Landesliste) und Gesamtlisten (nur Landeslisten) der Parteien verteilt werden. Die Wahlbeteiligung betrug 49,8 Prozent. 3,1 Prozent der abgegebenen Stimmzettel für die Landesliste sowie 3,3 Prozent der Stimmzettel für die Wahlkreislisten waren ungültig. Für die Landeslisten wurden 218.896 gültige Stimmen abgegeben, für die Wahlkreislisten insgesamt 216.753.
Gewählte Abgeordnete:
- Hansjörg Schmidt (SPD)
- Henriette von Enckevort (SPD)
- Jörg Hamann (CDU)
- Christiane Schneider (Linke)
- Farid Müller (Grüne)

| Partei    | Landesliste Parteistimmen in Prozent | Wahlkreisliste in Prozent | Landesliste Parteistimmen | Landesliste Listenstimmen | Landesliste Persönlichkeitsstimmen | Wahlkreisliste |
| --------- | ------------------------------------ | ------------------------- | ------------------------- | ------------------------- | ---------------------------------- | -------------- |
| SPD       | 41,8                                 | 35,7                      | 91.465                    | 38.072                    | 53.393                             | 77.288         |
| CDU       | 10,9                                 | 14,2                      | 23.908                    | 13.510                    | 10.398                             | 30.679         |
| Die Linke | 14,2                                 | 15,8                      | 31.098                    | 19.672                    | 11.426                             | 34.209         |
| FDP       | 5,3                                  | 4,8                       | 11.516                    | 6.263                     | 5.253                              | 10.300         |
| Grüne     | 15,4                                 | 19,3                      | 33.714                    | 21.803                    | 11.911                             | 41.880         |
| AfD       | 5,8                                  | 6,4                       | 12.798                    | 9.369                     | 3.429                              | 13.806         |
| PIRATEN   | 2,7                                  | 4,0                       | 5,914                     | 4.317                     | 1.597                              | 8.591          |

Auf die Landeslisten der Parteien ohne eigene Wahlkreislisten entfielen 3,9 Prozent der abgegebenen gültigen Stimmen.

### Bürgerschaftswahl 2011
Zur Bürgerschaftswahl 2011 traten im Wahlkreis Hamburg-Mitte folgende Parteien Wählergruppen und Einzelkandidaten mit Wahlkreisbewerbern an (Reihenfolge wie auf dem Stimmzettel):
- CDU (10 Kandidaten)
- SPD (10 Kandidaten)
- GRÜNE/GAL (10 Kandidaten)
- FDP (6 Kandidaten)
- PIRATEN (6 Kandidaten)
- Die Linke (4 Kandidaten)
- BsR (1 Kandidat)
- MUSTAFA (1 Kandidat)
- NPD (1 Kandidat)

88.828 Personen waren wahlberechtigt. Jeder Wähler hatte fünf Stimmen für die Landesliste und fünf Stimmen für die Wahlkreislisten. Diese fünf Stimmen konnten beliebig auf die Kandidaten (Wahlkreis und Landesliste) und Gesamtlisten (nur Landeslisten) der Parteien verteilt werden. Die Wahlbeteiligung betrug 50,9 Prozent. 4,0 Prozent der abgegebenen Stimmzettel für die Landesliste sowie 4,6 Prozent der Stimmzettel für die Wahlkreislisten waren ungültig. Für die Landeslisten wurden 214.223 gültige Stimmen abgegeben, für die Wahlkreislisten insgesamt 211.756.
Gewählte Abgeordnete:
- Jörg Hamann (CDU)
- Andy Grote (SPD)
- Hansjörg Schmidt (SPD)
- Farid Müller (GAL)
- Joachim Bischoff (Die Linke)

| Partei    | Landesliste Parteistimmen in Prozent | Wahlkreisliste in Prozent | Landesliste Parteistimmen | Landesliste Listenstimmen | Landesliste Persönlichkeitsstimmen | Wahlkreisliste |
| --------- | ------------------------------------ | ------------------------- | ------------------------- | ------------------------- | ---------------------------------- | -------------- |
| CDU       | 15,8                                 | 15,8                      | 33.804                    | 18.413                    | 15.391                             | 33.466         |
| SPD       | 46,4                                 | 42,0                      | 99.441                    | 46.657                    | 52.784                             | 88.893         |
| GAL       | 14,6                                 | 19,5                      | 31.243                    | 19.682                    | 11.561                             | 41.199         |
| FDP       | 4,4                                  | 4,1                       | 9.321                     | 5.254                     | 4.067                              | 8.660          |
| PIRATEN   | 3,8                                  | 5,6                       | 8.216                     | 5.773                     | 2.443                              | 11.923         |
| Die Linke | 10,3                                 | 10,8                      | 22.049                    | 13.386                    | 8.663                              | 22.824         |
| BsR       | N/A                                  | 0,4                       | N/A                       | N/A                       | N/A                                | 756            |
| MUSTAFA   | N/A                                  | 0,5                       | N/A                       | N/A                       | N/A                                | 1.032          |
| NPD       | 1,2                                  | 1,4                       | 2.505                     | 1.797                     | 708                                | 3.003          |

Auf die Landeslisten der Parteien ohne eigene Wahlkreislisten entfielen 3,5 Prozent der abgegebenen gültigen Stimmen.

### Wahl der Bezirksversammlung 2011
Zur Wahl der Bezirksversammlung Hamburg-Mitte traten im Wahlkreis Hamburg-Mitte folgende Parteien Wählergruppen und Einzelkandidaten mit Wahlkreisbewerbern an (Reihenfolge wie auf dem Stimmzettel):
- SPD (30 Kandidaten)
- CDU (30 Kandidaten)
- GAL (18 Kandidaten)
- FDP (10 Kandidaten)
- Die Linke (5 Kandidaten)
- PIRATEN (5 Kandidaten)
- BsR (1 Kandidat)

Zur Wahl der Bezirksversammlung waren auch Staatsangehörige der Mitgliedstaaten der Europäischen Union wahlberechtigt. Die Anzahl der Wahlberechtigten war mit 97.223 Personen deshalb größer als bei der Bürgerschaftswahl. Die Möglichkeit zur Verteilung der Stimmen auf Gesamtlisten und einzelne Bewerber entsprach dem der Wahl zur Bürgerschaft. Die Wahlbeteiligung betrug 47,4 Prozent. 4,6 Prozent der abgegebenen Stimmzettel für die Bezirksliste sowie 5,6 Prozent der Stimmzettel für die Wahlkreislisten waren ungültig. Für die Bezirkslisten wurden 216.848 gültige Stimmen abgegeben, für die Wahlkreislisten insgesamt 214.288.
| Partei    | Bezirksliste Parteistimmen in Prozent | Wahlkreisliste in Prozent | Bezirksliste Parteistimmen | Bezirksliste Listenstimmen | Bezirksliste Persönlichkeitsstimmen | Wahlkreisliste |
| --------- | ------------------------------------- | ------------------------- | -------------------------- | -------------------------- | ----------------------------------- | -------------- |
| SPD       | 43,5                                  | 42,3                      | 94.398                     | 60.949                     | 33.449                              | 90.699         |
| CDU       | 15,8                                  | 16,2                      | 34.159                     | 22.703                     | 11.456                              | 34.790         |
| GAL       | 18,5                                  | 19,1                      | 40.108                     | 25.689                     | 14.419                              | 40.849         |
| FDP       | 4,2                                   | 4,1                       | 9.014                      | 5.579                      | 3.435                               | 8.774          |
| Die Linke | 11,1                                  | 11,4                      | 24.150                     | 16.824                     | 7.326                               | 24.425         |
| PIRATEN   | 5,5                                   | 6,3                       | 12.010                     | 8.130                      | 3.880                               | 13.492         |
| BsR       | N/A                                   | 0,6                       | N/A                        | N/A                        | N/A                                 | 1.289          |

Auf die Bezirkslisten der Parteien ohne eigene Wahlkreislisten entfielen 1,4 Prozent der abgegebenen gültigen Stimmen.

### Bürgerschaftswahl 2008
Zur Bürgerschaftswahl in Hamburg 2008 traten im Wahlkreis Hamburg-Mitte acht Parteien mit eigenen Wahlkreislisten und insgesamt 42 Kandidaten an.
- CDU (9 Kandidaten)
- SPD (5 Kandidaten)
- GRÜNE/GAL (5 Kandidaten)
- FDP (9 Kandidaten)
- Die Linke (5 Kandidaten)
- Die Partei (6 Kandidaten)
- APPD (2 Kandidaten)
- HeimatHamburg (1 Kandidat)

85.362 Personen waren wahlberechtigt. Jeder Wähler hatte eine Stimme für die Landesliste und fünf Stimmen für die Wahlkreislisten. Diese fünf Stimmen konnten beliebig auf die Kandidaten und Gesamtlisten der Parteien verteilt werden. Die Wahlbeteiligung betrug bei der Landesliste 56,3 Prozent und bei den Wahlkreislisten 56,1 Prozent. 1 Prozent der abgegebenen Stimmzettel für die Landesliste sowie 3,7 Prozent der Stimmzettel für die Wahlkreislisten waren ungültig. Für die Landesliste wurden 47.569 gültige Stimmen abgegeben, für die Wahlkreislisten insgesamt 226.965.
Gewählte Abgeordnete:
- Jörg Hamann (CDU)
- Andy Grote (SPD)
- Jana Schiedek (SPD)
- Farid Müller (GAL)
- Joachim Bischoff (Die Linke)

| Partei        | Landesliste in Prozent | Wahlkreisliste Parteistimmen in Prozent | Landesliste | Wahlkreisliste Parteistimmen | Wahlkreisliste Listenstimmen | Wahlkreisliste Persönlichkeitsstimmen |
| ------------- | ---------------------- | --------------------------------------- | ----------- | ---------------------------- | ---------------------------- | ------------------------------------- |
| CDU           | 33,0                   | 29,7                                    | 15.706      | 67.364                       | 45.183                       | 22.181                                |
| SPD           | 38,4                   | 34,9                                    | 18.285      | 79.237                       | 46.047                       | 33.190                                |
| GAL           | 11,7                   | 16,6                                    | 5.579       | 37.628                       | 19.169                       | 18.459                                |
| FDP           | 4,1                    | 5,4                                     | 1.931       | 12.198                       | 6.355                        | 5.843                                 |
| Die Linke     | 9,3                    | 10,7                                    | 4.428       | 24.382                       | 14.802                       | 9.580                                 |
| Die Partei    | 0,6                    | 1,2                                     | 289         | 2.672                        | 1.433                        | 1.239                                 |
| APPD          | 0,2                    | 0,6                                     | 108         | 1.262                        | 491                          | 771                                   |
| HeimatHamburg | 0,5                    | 1,0                                     | 224         | 2.222                        | 1.511                        | 711                                   |

Auf die Landeslisten der Parteien ohne eigene Wahlkreislisten entfielen 2,2 Prozent der abgegebenen gültigen Stimmen.

### Wahl der Bezirksversammlung 2008
Zur Wahl der Bezirksversammlung Hamburg-Mitte traten im Wahlkreis sieben Parteien mit eigenen Wahlkreislisten und insgesamt 74 Kandidaten an.
- CDU (25 Kandidaten)
- SPD (15 Kandidaten)
- GAL (7 Kandidaten)
- FDP (15 Kandidaten)
- Die Linke (7 Kandidaten)
- APPD (2 Kandidaten)
- HeimatHamburg (3 Kandidaten)

Zur Wahl der Bezirksversammlung waren auch Staatsangehörige der Mitgliedstaaten der Europäischen Union wahlberechtigt. Die Anzahl der Wahlberechtigten war mit 92.624 Personen deshalb größer als bei der Bürgerschaftswahl. Jeder Wähler hatte eine Stimme für die Landesliste und fünf Stimmen für die Wahlkreislisten. Diese fünf Stimmen konnten beliebig auf die Kandidaten und Gesamtlisten der Parteien verteilt werden. Die Wahlbeteiligung bei der Direktwahl betrug 52,8 Prozent. 4,1 Prozent der abgegebenen Stimmzettel waren ungültig. Insgesamt wurden so 230.852 Stimmen abgegeben.
| Partei        | Sitze | Wahlkreisliste Parteistimmen in Prozent | Wahlkreisliste Parteistimmen | Wahlkreisliste Listenstimmen | Wahlkreisliste Persönlichkeitsstimmen |
| ------------- | ----- | --------------------------------------- | ---------------------------- | ---------------------------- | ------------------------------------- |
| CDU           | 4     | 29,6                                    | 68.447                       | 43.273                       | 25.174                                |
| SPD           | 5     | 34,9                                    | 80.630                       | 44.609                       | 36.021                                |
| GAL           | 3     | 17,3                                    | 39.962                       | 23.831                       | 16.131                                |
| FDP           | 1     | 5,1                                     | 11.769                       | 6.200                        | 5.569                                 |
| Die Linke     | 2     | 11,0                                    | 25.429                       | 15.434                       | 9.995                                 |
| APPD          | 0     | 0,8                                     | 1.955                        | 836                          | 1.119                                 |
| HeimatHamburg | 0     | 1,2                                     | 2.660                        | 1.581                        | 1.079                                 |

### Bürgerschaftswahlen 1966–2015
Die Bürgerschaftswahlen waren bis einschließlich 2004 reine Listenwahlen ohne Wahlkreise. Dargestellt werden deshalb im Zeitraum von 1966 bis 2004 (6.–18. Wahlperiode) die zusammengefassten Wahlergebnisse der Stadtteile im Wahlkreis. Für das Jahre ab 2008 (ab der 19. Wahlperiode) ist das Ergebnis der Landesliste, das für die Mehrheitsverhältnisse in der Bürgerschaft entscheidend ist, angegeben. Es werden nur die Parteien aufgeführt, die im dargestellten Zeitraum in mindestens einem Stadtteil des Wahlkreises einmal mehr als fünf Prozent der abgegebenen gültigen Wählerstimmen auf sich vereinen konnten. In der Summe kann das Ergebnis einer Wahl deshalb kleiner 100 Prozent sein. Alle Ergebnisse sind in Prozent angegeben.
| Partei           | 1966 | 1970 | 1974 | 1978 | 6/1982 | 12/1982 | 1986 | 1987 | 1991 | 1993 | 1997 | 2001 | 2004 | 2008 | 2011 | 2015 |
| ---------------- | ---- | ---- | ---- | ---- | ------ | ------- | ---- | ---- | ---- | ---- | ---- | ---- | ---- | ---- | ---- | ---- |
| SPD              | 60,8 | 58,4 | 48,1 | 55,4 | 46,7   | 54,4    | 44,4 | 48,4 | 50,8 | 43,2 | 37,8 | 39,0 | 32,6 | 38,4 | 46,4 | 41,8 |
| Grüne            |      |      |      |      | 8,2    | 7,4     | 11,5 | 9,1  | 8,9  | 15,6 | 15,8 | 10,8 | 15,8 | 11,7 | 14,6 | 15,4 |
| Die Linke        |      |      |      |      |        |         |      |      |      |      |      |      |      | 9,3  | 10,3 | 14,2 |
| CDU              | 28,3 | 30,4 | 37,9 | 33,9 | 39,1   | 35,1    | 38,7 | 36,6 | 30,4 | 20,0 | 25,1 | 21,8 | 39,4 | 33,0 | 15,8 | 10,9 |
| AfD              |      |      |      |      |        |         |      |      |      |      |      |      |      |      |      | 5,8  |
| FDP              | 6,2  | 6,1  | 9,9  | 4,0  | 4,1    | 2,2     | 3,9  | 4,8  | 3,9  | 3,0  | 2,6  | 3,8  | 2,5  | 4,1  | 4,4  | 5,3  |
| PIRATEN          |      |      |      |      |        |         |      |      |      |      |      |      |      | 0,6  | 3,8  | 2,7  |
| Die Partei       |      |      |      |      |        |         |      |      |      |      |      |      |      | 0,6  | 1,7  | 1,9  |
| NPD              | 4,2  | 2,9  | 0,8  | 0,4  |        |         |      |      |      |      | 0,1  |      | 0,4  |      | 1,2  | 0,4  |
| DVU              |      |      |      |      |        |         |      |      |      | 3,9  | 7,0  | 1,0  |      | 1,1  |      |      |
| APPD             |      |      |      |      |        |         |      |      |      |      | 1,1  |      |      | 0,2  |      |      |
| Pro DM/Schill    |      |      |      |      |        |         |      |      |      |      |      | 0,2  | 3,9  |      |      |      |
| Regenbogen       |      |      |      |      |        |         |      |      |      |      |      | 3,1  | 2,0  |      |      |      |
| Schill/Offens. D |      |      |      |      |        |         |      |      |      |      |      | 18,3 | 0,5  |      |      |      |
| STATT            |      |      |      |      |        |         |      |      |      | 4,2  | 3,1  | 0,4  |      |      |      |      |
| REP              |      |      |      |      |        |         |      |      | 1,7  | 5,5  | 2,1  | 0,1  |      |      |      |      |
| AL               |      |      |      |      |        |         |      |      | 1,3  |      |      |      |      |      |      |      |
| Bunte Liste      |      |      |      | 4,0  |        |         |      |      |      |      |      |      |      |      |      |      |

## Belege
Strukturdaten
- Wahlkreis Hamburg-Mitte. In: Statistisches Amt für Hamburg und Schleswig-Holstein (Hrsg.): Wahl zur hamburgischen Bürgerschaft 2008, Strukturdaten der Wahlkreise. (statistik-nord.de [PDF; 68 kB]).

Wahlen
- Statistisches Amt für Hamburg und Schleswig-Holstein: Bürgerschaftswahl. In: Wahldatenbank seit 1965. Abgerufen am 1. Januar 2008.
- Wahlkreis 1 Hamburg-Mitte. Landeslisten-Stimmen im Vergleich zur Bürgerschaftswahl 2004. In: Statistisches Amt für Hamburg und Schleswig-Holstein (Hrsg.): Endgültiges Ergebnis der Bürgerschaftswahl Hamburg 2008. 6. März 2008 (statistik-nord.de [PDF; 5 kB]).
- Wahlkreis 01 Hamburg-Mitte. Parteistimmen. In: Statistisches Amt für Hamburg und Schleswig-Holstein (Hrsg.): Endgültiges Ergebnis der Bürgerschaftswahl Hamburg 2008. 6. März 2008 (statistik-nord.de [PDF; 10 kB]).
- Wahlkreis 1 Hamburg-Mitte. Parteistimmen. In: Statistisches Amt für Hamburg und Schleswig-Holstein (Hrsg.): Endgültiges Ergebnis der Bezirksversammlungswahl 2008. (statistik-nord.de [PDF; 39 kB]).
- Wahl zur Bürgerschaft und die Wahlen zu den Bezirksversammlungen am 24. Februar 2008. In: Justizbehörde der Freien und Hansestadt Hamburg (Hrsg.): Amtlicher Anzeiger. Teil II des Hamburgischen Gesetz- und Verordnungsblattes. Bekanntmachungen. Nr. 21, 14. März 2008, S. 654, 663–664 (hamburg.de [PDF; 200 kB]).
- Wahl zur Bürgerschaft und die Wahl zu den Bezirksversammlungen am 24. Februar 2008. In: Justizbehörde der Freien und Hansestadt Hamburg (Hrsg.): Amtlicher Anzeiger. Teil II des Hamburgischen Gesetz- und Verordnungsblattes. Bekanntmachungen. Nr. 22, 18. März 2008, S. 698, 701 (hamburg.de [PDF; 296 kB]).

Einzelnachweise und Anmerkungen
1. 1 2  Anlage zu § 18 Absatz 8. In: Gesetz über die Wahl zur hamburgischen Bürgerschaft. 28. Juli 2007, abgerufen am 18. Februar 2016.
2. ↑  Parteistimmen sind die Summe der Listenstimmen und Persönlichkeitsstimmen. Listenstimmen wurden für die Wahlkreisliste einer Partei abgegeben. Persönlichkeitsstimmen wurden für einzelne Kandidaten abgegeben. Jeder Wähler hatte fünf Stimmen, die beliebig verteilt werden konnten.
3. 1 2 3 4 5  Parteistimmen sind die Summe der Listenstimmen und Persönlichkeitsstimmen. Listenstimmen wurden für die Wahlkreisliste einer Partei abgegeben. Persönlichkeitsstimmen wurden für einzelne Kandidaten abgegeben. Jeder Wähler hatte fünf Stimmen, die beliebig verteilt werden konnten.
4. 1 2  Zulassung der Wahlvorschläge für die Wahl zur Bürgerschaft und die Wahl zu den Bezirksversammlungen am 24. Februar 2008. In: Justizbehörde der Freien und Hansestadt Hamburg (Hrsg.): Amtlicher Anzeiger. Teil II des Hamburgischen Gesetz- und Verordnungsblattes. Nr. 10, 5. Februar 2008, S. 1, 3, 17–19, 71–74 (hamburg.de [PDF; 1,6 MB]).
5. ↑  § 4. In: Gesetz über die Wahl zu den Bezirksversammlungen. 5. Juli 2004, abgerufen am 18. Februar 2016.

Hamburg-Mitte (1) |
Billstedt – Wilhelmsburg – Finkenwerder (2) |
Altona (3) |
Altona-West (4) |
Rotherbaum – Harvestehude – Eimsbüttel-Ost (5) |
Stellingen – Eimsbüttel-West (6) |
Lokstedt – Niendorf – Schnelsen (7) |
Eppendorf – Winterhude (8) |
Barmbek – Uhlenhorst – Dulsberg (9) |
Fuhlsbüttel – Alsterdorf – Langenhorn (10) |
Wandsbek (11) |
Bramfeld – Farmsen-Berne (12) |
Alstertal – Walddörfer (13) |
Rahlstedt (14) |
Bergedorf (15) |
Harburg (16) |
Süderelbe (17)